# Колман (Онтарио)
Колеман (енгл. Coleman), је градска општина у канадској провинцији Онтарио. Налази се у округу Тимискаминг у североисточном Онтарију. Град је имао 595 становника према попису становништва Канаде 2016. године.
Колеман се налази поред аутопута 11 и 11-Б.

## Историја
Заједница је први пут формирана око 1906. године. Град је добио име по геологу А. П. Колману, који је обавио обимне радове у региону касних 1800-их. Колман је такође мапирао басен Садбери, што је довело до важних открића никла и убедљиво доказао да је ово подручје више пута било глацијативно. Општина је прославила својих првих 100 година 2006. године.

## Демографија
Матерњи језик (2006):
- Енглески као матерњи језик: 77,0%
- Француски као први језик: 14,9%
- Енглески и француски као први језик: 4,6%
- Остали језици као матерњи језик: 3,5%